# Metacantharis picciolii
Metacantharis picciolii is een keversoort uit de familie soldaatjes (Cantharidae). De wetenschappelijke naam van de soort werd in 1870 gepubliceerd door Ragusa.